# Гектор Сервадак. Мандри та пригоди у навколосонячному світі
«Гектор Сервадак», точніше— «Ектор Сервадак» (фр. Hector Servadac) — науково-фантастичний роман французького письменника Жуля Верна, що входить у цикл «Незвичайні подорожі». Написаний у 1877 році.

## Публікація
Перша публікація роману — в журналі Етцеля «Magasin d Éducation et de Récréation» з 1 січня до 15 грудня 1877 року, під заголовком «Гектор Сервадак. Подорожі і пригоди у навколосонячному світі». Під час публікації Етцель отримав лист від головного рабина Парижу, в якому той висловлював невдоволення виведеним у романі образом німецького єврея Хаккабута, й відзначав, що «такі матеріали не повинні з'являтися у виданні для молодих людей». Етцель і Верн написали відповідь на листа з обіцянкою внести зміни в наступні видання.
В окремому виданні роман (під тим же заголовком) спочатку був випущений у двох книгах, перша — 19 липня, й друга — 7 листопада 1877 року.
Під такою ж назвою 16 листопада 1877 року вийшло ілюстроване видання роману (99 ілюстрацій П. Філіппото, з гравюрами Лаплота); це був одинадцятий «здвоєний» том "Незвичайних подорожей

## Зміст
Книга поділена на дві частини й сорок чотири глави:

### Частина перша
- Глава перша. «Ось моя візитна картка!» — каже граф, на що капітан відповідає: «А ось моя!»
- Глава друга, в якій відображені зовнішні і внутрішні риси капітана Сервадака і його денщика Бен-Зуфа
- Глава третя, в якій ми дізнаємося, що поетичне натхнення капітана Сервадака зникло внаслідок  нещасливої події
- Глава четверта, до якої читач може додати будь-яку кількість знаків питання або знаків оклику
- Глава п'ята, де йдеться про деякі зміни, що сталися в навколишньому світі, причому встановити їх причину неможливо
- Глава шоста, запрошує читача взяти участь у першій прогулянці капітана Сервадака  його новими володіннями
- Глава сьома, в якій Бен-Зуф вважає можливим скаржитися на неувагу генерал-губернатора
- Глава восьма, де мова йде про Венеру і Меркурій, які загрожують стати «каменем спотикання» в міжпланетному просторі
- Глава дев'ята, де капітан Сервадак ставить цілий ряд запитань, які залишаються без відповіді
- Глава десята, де наші герої, озброївшись підзорною трубою і лотом, намагаються знайти сліди французької колонії Алжир
- Глава одинадцята, де капітан Сервадак виявляє вцілілий від катастрофи острівець, що став могилою
- Глава дванадцята, в якій лейтенант Прокоф'єв, виконавши свій обов'язок моряка, покладається на волю божу
- Розділ тринадцятий, де мова йде про бригадира Мерфі, майора Олифенте, капрала Піме й снаряд, що перелетів лінію горизонту
- Глава чотирнадцята, що свідчить про наявність деякої напруженості в міжнародних відносинах і яка закінчується географічним відкриттям, яке збентежило героїв
- Розділ п'ятнадцятий, в якій сперечаються з метою встановити істину, що, може бути, допомагає опонентам до неї наблизитися
- Глава шістнадцята, де капітан Сервадак тримає в руці все, що залишилося від колись великого материка
- Розділ сімнадцятий, яку цілком можна було назвати: «Тим же від того ж»
- Глава вісімнадцята, що оповідає про прийом, наданій генерал-губернаторові острова Гурби, і про події, що сталися під час його відсутності
- Глава дев'ятнадцята, в якій капітана Сервадака одноголосно обрано генерал-губернатором Галлії, причому він і сам приєднується до спільного рішення
- Глава двадцята, яка доводить, що той, хто вміє дивитися вдалину, зрештою неодмінно побачить світло на горизонті
- Глава двадцять перша про те, як в один прекрасний вечір природа порадувала мешканців Галлії несподіваним подарунком
- Розділ двадцять другий, закінчується маленьким, але досить цікавим досвідом з царини цікавої фізики
- Глава двадцять третя, що оповідає про надзвичайно важливу подію, яка викликала хвилювання у всенькій галлійській колонії
- Глава двадцять четверта, в якій капітан Сервадак і лейтенант Прокоф'єв знаходять, нарешті, ключ до космічної загадки, яку вони намагались розгадати

### Частина друга
- Глава перша, в якій читача без зайвих церемоній знайомлять з тридцять шостим мешканцем галлійського сфероїда
- Глава друга, останні слова якої відкривають читачеві те, про що він, певно, вже й сам здогадався
- Глава третя. Кілька варіацій на стару, всім знайому тему: як про комети сонячної системи, так і про всіх інших
- Глава четверта, у якій Пальмирен Розет настільки задоволений своєю долею, що це не може не викликати тривогу
- Розділ п'ятий, у якій учню Сервадаку перепало на горіхи від професора Пальмирена Розета
- Глава шоста, з якої видно, що Пальмирен Розет має повне право бути незадоволеним господарським інвентарем колонії
- Глава сьома, де Ісаак має чудову нагоду дати грошей у борг з розрахунку тисячі восьмисот відсотків
- Глава восьма, в якій професор і його учні орудують секстильонами, квинтильонами та іншими астрономічними числами
- Глава дев'ята, в якій буде йти мова тільки про Юпітер, якого вважають великим ловцем комет
- Глава десята, в якій переконливо доводиться, що вести торгівлю на Землі набагато вигідніше, ніж на Галлії
- Глава одинадцята, в якій вчений світ Галлії подумки подорожує нескінченними просторами всесвіту
- Глава дванадцята. Як відсвяткували на Галлії перше січня і як закінчився день Нового року
- Розділ тринадцятий, у якій капітан Сервадак і його супутники роблять те єдине, що можна зробити в їх становищі
- Глава чотирнадцята, яка доводить, що люди не створені для того, щоб летіти на відстань двохсот двадцяти мільйонів льє від Сонця
- Розділ п'ятнадцятий, де розповідається про першу й останню сутичку, що сталася між Пальмиреном Розетом і Ісааком Хаккабутом
- Глава шістнадцята, у якій капітан Сервадак і Бен-Зуф вирушають у похід і повертаються ні з чим
- Розділ сімнадцятий, де обговорюється важливе питання повернення на Землю та повідомляється про сміливу пропозицію, зробленому лейтенантом Прокоф'євим
- Глава вісімнадцята, з якої ми дізнаємося, що галлійці готуються оглядати свій астероїд з висоти пташиного польоту
- Глава дев'ятнадцята, у якій щохвилини описуються почуття й враження пасажирів повітряної кулі
- Глава двадцята, яка, всупереч усім правилам, прийнятим у романах, аж ніяк не завершується одруженням героя

## Сюжет
Землю зачіпає комета Галія й тягне за собою кілька її шматочків. Французький капітан Гектор Сервадак і його денщик на прізвисько Бен-Зуф опиняються в новому світі на невеликому острові, який названий Гурбі. До них приєднується шхуна "Добриня" з російськими моряками на чолі з капітаном Прокоф'євим і власником шхуни графом Тімашовим. Гектор Сервадак і Тімашов добре знають один одного, адже в день перед зіткненням комети з Землею вони повинні були битися на дуелі через любов до однієї дами. Головні герої знаходять у собі розсудливість в нових умовах припинити ворожнечу. Гектор Сервадак і граф Тімашов стають товаришами і лідерами нового світу, знаходячи взаєморозуміння між собою з усіх питань. 
Обстеживши на шхуні новий світ, герої зустрічають англійських моряків, які справно несуть службу на Гібралтарі і вважають, що як і раніше знаходяться на Землі. Англійці відмовляються об'єднуватися з групою капітана Сервадака і графа Тімашова. Більш того, англійські офіцери заперечують той факт, що вони більше не знаходяться на Землі. Після повернення шхуни на острів Гурбі, з'ясовується, що до них приєдналися нові мешканці - іспанці на чолі з Негрете і євреєм-торговцем Ісааком Хаккабутом. Останній також як і англійці, вважає, що всі вони продовжують перебувати на Землі, незважаючи на очевидні зміни: скорочення тривалості дня рівно на половину. Ісаак намагається, як і раніше, з вигодою торгувати своїми товарами. Продовживши дослідження навколишнього світу, герої знаходять маленьку дівчинку - італійку Ніну. Група поселенців обирає своїм генерал-губернатором Гектора Сервадака і засновує колонію. Коли вони віддалились від Сонця, в їх новому світі настає зима. Колоністи, рятуючись від холоду, переселяються на інший острів, прозваний Теплою Землею, до підніжжя діючого вулкану. Гектор Сервадак і його товариші рятують від смерті ще одного мешканця - професора і відомого астронома Пальмирена Розета, який повідомляє колоністам, що вони знаходяться не на шматочку Землі, як герої вважали раніше, а на самій кометі під назвою Галлія. 
У розпал зими вулкан згасає і колоністи змушені спуститися в кратер вулкана, де ще збереглося тепло. Комета летить своєю орбітою в онавколосонячному просторі аж до Юпітера, а потім повертається до Землі. Під час польоту до Землі комета розколюється на дві частини. Одна частина відносить англійців у далекий космос. Друга частина комети, на якій залишаються колоністи на чолі з Сервадаком, продовжує зближення із Землею. За пропозицією російського капітана Прокоф'єва поселенці з вітрил шхуни "Добриня" та іншого спорядження роблять повітряну кулю - монгольф'єр, на якій піднімаються вгору, рятуючись від зіткнення з Землею. Комета лише злегка зачіпає Землю і летить своєю орбітою до Сонця, а герої роману опускаються на кулі на Землю, на територію Алжиру, туди ж, звідки почалися їхні пригоди. Подорож Гектора Сервадака і його товаришів сонячною системою тривало два роки. 
Роман виявився не стільки пригодницьким, скільки сатиричним.  Жуль Верн висміює людські пороки - корисливість і жадібність в особі єврея Хаккабута. Сатирично зображені також англійці. Письменник висміює їх зарозумілість, але підкреслює їх  педантичність у виконанні своєї роботи. Яскраво і гостро Жуль Верн пише про професора Пальмирене Розете, фанатика своєї справи - астрономії. Цей образ доповнює галерею "дивакуватих вчених", створених Жулем Верном у своїх романах. Росіян автор описує працьовитими та кмітливими. Але вказує на їх схильність усіма керувати. Позитивно Жуль Верн зображує іспанців, втім відзначає їх легковажність. Головним героєм роману стає, як і в багатьох інших творах, співвітчизник автора, француз - Гектор Сервадак, уособлення мужності і відваги.

## Цікаві факти
- Твір було задумано ще наприкінці 60-х років XIX століття.
- Спочатку автор мав намір розповісти про зіткнення із Землею комети, ядро якої складалося з «телуриду золота». Падіння такого об'єкта призвело б до повного знецінення золота і краху капіталізму. Чверть століття потому Жюль Верн повернеться до цієї ідеї в романі «Болід».
- Описаний в романі «мирне» захоплення кометою частини поверхні Землі разом з мешканцями і рослинністю абсолютно неможливий.
- Показана в книзі комета Галлія має період обертання навколо Сонця в 2 роки, і віддаляється від нього на 820 мільйонів кілометрів. Однак розрахунок показує, що у реального об'єкта повинен бути більший період обертання або менша відстань, на яку об'єкт віддаляється від Сонця.
- Влітку 1878 року Жуль Верн здійснив плавання на своїй яхті «Сен-Мішель III» Середземним морем і Атлантикою до місць, описаних у романі.
- Деякий час серед науковців користувалися певною популярністю ідеї, подібні з висловленими автором у творі.